# Brachów
Brachów (niem. Brechelshof) – dawny przysiółek wsi Żarek w województwie dolnośląskim, w powiecie jaworskim, w gminie Męcinka. Zlikwidowana w latach 70. XX w. wraz z pobliską miejscowością Żarek, następnie zalana wodami zbiornika retencyjnego Słup. Formalnie nazwę zniesiono z końcem 2008 roku, pomimo tego nie figuruje w rejestrach SIMC utworzonych w 1999 r.
Jedyną pozostałością po jej istnieniu jest nazwa przystanku kolejowego Brachów na linii Legnica-Jawor-Kamieniec Ząbkowicki.

## Nazwa
Pierwsza wzmianka o miejscowości pochodzi ze średniowiecznego dokumentu z 1202 roku wydanym przez biskupa wrocławskiego Cypriana gdzie wymieniona jest w staropolskiej, zlatynizowanej formie Barchlevichi. W roku 1247 notowana jako Brochlovoci.

## Historia
Do roku 1811 wieś była posiadłością mnichów z Lubiąża. Przy drodze, nieopodal przystanku kolejowego, znajduje się jeden z kilkunastu ustawionych w okolicy pomników poświęconych Bitwie nad Kaczawą z dnia 26 sierpnia 1813 r. Upamiętnia on postój pruskiego feldmarszałka Gebharda von Blüchera na kwaterze w znajdującym się we wsi pałacu (został również wyburzony), podczas którego von Blücher otrzymał meldunek o zbliżaniu się Francuzów. Jest on repliką oryginalnego, przedwojennego obelisku, który w latach 70. zalano wraz ze wsią wodami zalewu Słup.

## Szlaki turystyczne
Z przystanku kolejowego Brachów rozpoczyna swój bieg spacerowy szlak turystyczny PTTK biegnący wzdłuż brzegów zalewu Słup do miejscowości Słup:
- Szlak spacerowy Brachów - Zalew Słup - Słup (łączna długość - ok. 5 km);